# Аважан
Аважа́н (фр. Avajan, окс. Avanha) — коммуна во Франции, находится в регионе Юг — Пиренеи. Департамент — Верхние Пиренеи. Входит в состав кантона Бордер-Лурон. Округ коммуны — Баньер-де-Бигор.
Код INSEE коммуны — 65050.

## География

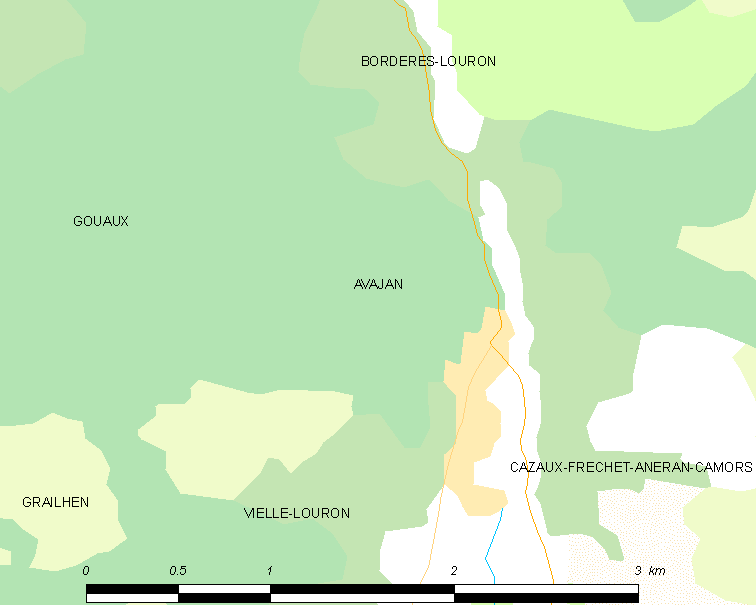
Карта коммуны

Коммуна расположена приблизительно в 690 км к югу от Парижа, в 120 км юго-западнее Тулузы, в 55 км к юго-востоку от Тарба.
По территории коммуны протекает река Нест-дю-Лурон. Большую часть территории коммуны занимают леса.

## Климат
Климат умеренно-океанический с солнечной тёплой погодой и обильными осадками на протяжении практически всего года.

## Население
Население коммуны на 2010 год составляло 73 человека.
| 1962 | 1968 | 1975 | 1982 | 1990 | 1999 | 2010 |
| ---- | ---- | ---- | ---- | ---- | ---- | ---- |
| 53   | 45   | 30   | 52   | 58   | 68   | 73   |

## Администрация
| Период | Период | Фамилия      | Партия | Примечания |
| ------ | ------ | ------------ | ------ | ---------- |
| 2001   | 2008   | Ги Рюмо      |        |            |
| 2008   | 2020   | Патрик Жисто |        |            |

## Экономика
В 2010 году среди 49 человек трудоспособного возраста (15-64 лет) 39 были экономически активными, 10 — неактивными (показатель активности — 79,6 %, в 1999 году было 79,1 %). Из 39 активных жителей работали 37 человек (20 мужчин и 17 женщин), безработных было 2 (0 мужчин и 2 женщины). Среди 10 неактивных 3 человека были учениками или студентами, 7 — пенсионерами, 0 были неактивными по другим причинам.